# صندوقه هوا

نمایی از یک صندوقه زیر فشار.

در مهندسی عمران صَندوقهٔ هوا یا کِیسون (Caisson) گونه‌ای سازه نگهدارنده و ضدآب است که برای مثال در پی زیر پی پایه پل، برای ساخت سد بتنی یا تعمیر کشتی بکار می‌رود. صندوقه هوا به شیوه‌ای ساخته می‌شود که بتواند آب را به بیرون پمپ کند و محیط کاری را خشک نگه دارد. هنگامیکه از صندوقه باز برای ساخت پایه پل استفاده می‌شود و عملاً امکان رسیدن به لایه خاک با مقاومت مناسب وجود ندارد ممکن است اصطکاک شالوده پل، باعث پیدایش بستر مناسبی برای پی پل شود. پیش از برافراشتن ستون‌های پل، این شالوده‌ها با کمک یک لایه، به هم وصل می‌شوند.

## چگونگی
صندوقه از جعبه تو خالی تشکیل شده که به عمق دلخواه رسانده و با بتن پر می‌شود. صندوقه‌ها در پایه‌های پل، زیرِ تراز آب رودخانه‌ها و دریاها قرار می‌گیرند. صندوقه‌های درب‌باز از سمت بالایی خود باز هستند و در پایین، نوک‌تیز هستند تا به آسانی به درون خاک فرو بروند. گاهی پیش از ورود راندن صندوقه، محل لایروبی می‌شود که این شیوه، اقتصادی‌تر از حفاری از درون صندوقه است. با اتکای صندوقه بر روی بستر، خاک درون آن حفاری و آب نیز پمپ می‌شود. این عملیات تا نفوذ صندوقه به عمق مطلوب ادامه می‌یابد.

## برتری‌ها
- ایجاد سطح صاف برای بتن شالوده توسط لوله
- افزایش اصطکاک جداری شالوده با کمک جابجایی ایجاد شده توسط سطح کنگره‌ای پوسته
- جابجایی و باز و بسته کردن آسان ابزار نصب

## ایرادها
- هزینه بالا
- قطعات شالوده قابل اتصال نیستند. برای همین محدودیت طول با ارتفاع شمع‌کوب متناسب است.
- آسیب‌رسان به شمع‌ها در هنگام نصب

برای کاهش خطرات آسیب‌رسانی و افزایش بازده پی‌سازی، استفاده از پیش حفاری، استفاده از جت آب و سوراخکاری یا ابزار سخت است. در روش پیش حفاری، حفره‌ای قائم با قطر کوچکتر از قطر شمع درون خاک ایجاد می‌شود. با این شیوه اتصال شمع-خاک تأمین می‌شود و بالازدگی خاک در سطح زمین و جابجایی خاک در جهات افقی کاهش می‌یابد. در روش جت آبی فشار آب از طریق روزنه انتهای لوله که نزدیک به ته شمع قرار گرفته‌است باعث سست شدن خاک و راندن بیشتر شمع به درون زمین می‌شود. این شیوه در خاک‌های ماسه‌ای و شنی مناسب و در خاک‌های رسی غیر مؤثر است. از این شیوه، بیشتر برای فروکردن شمع از درون لایه ماسه‌ای و رساندن به لایه مقاوم و باربر زیرین استفاده می‌شود. در شیوه‌ای دیگر با رانش ابزارهای آهنی و حفاری خاک، شمع به درون حفره ایجاد شده رانده می‌شود. این شیوه زیاد معمول نیست و فقط در لایه‌های نازک سنگ‌های مستحکم استفاده می‌شود.